# Mimis Stefanakos
Mimis Stefanakos (gr. Μίμης Στεφανάκος), właśc. Dimitrios Stefanakos (gr. Δημήτριος Στεφανάκος, ur. 19 października 1936 w Kalamacie, zm. 17 grudnia 2021) – grecki aktor, pływak oraz piłkarz występujący na pozycji środkowego obrońcy. Były reprezentant Grecji.

## Kariera sportowa
Stefanakos urodził się w Kalamacie. Rozpoczął seniorską karierę w wieku 16 lat, w klubie Iperochi Neapoleos. Z początkiem sezonu 1956/1957 przeniósł się do Ilisiakosu AO. W 1958 podpisał kontrakt z Olympiakosem SFP. W międzyczasie został pływakiem stołecznego Panathinaikosu, który zgłosił go wraz z lokalnym rywalem AEK-iem. Reprezentował Olympiakos do 1966 i jest to klub w którym święcił największe sukcesy. Grając jako środkowy obrońca był podstawowym zawodnikiem i miał propozycje od Austrii Wiedeń, FC Barcelony oraz Fenerbahçe SK. Stefanakos opuścił Olympiakos w 1966, by dołączyć do południowoafrykańskiego klubu Rangers Johannesburg.
Reprezentował Grecję osiem razy w latach 1958–1963.

## Kariera aktorska
Będąc jeszcze czynnym sportowcem, rozpoczął karierę aktorską. Wystąpił w sześciu greckich produkcjach, co ciekawe w latach 1958–1963, a więc w czasie gdy był reprezentantem Grecji.

## Filmografia
- 1960: Stin porta tis kolaseos (gr. Στην πόρτα της κολάσεως)
- 1960: Ajapula mu (gr. Αγαπούλα μου) jako Jorgos
- 1961: Karanguna (gr. Καραγκούνα) jako Dimos
- 1962: Eskotosa ja to pedi mu (gr. Εσκότωσα για το παιδί μου)
- 1963: O dietitis (gr. Ο διαιτητής) jako Petros
- 1964: Atina, ora dodeka (gr. Αθήνα, ώρα δώδεκα) jako on sam

## Sukcesy piłkarskie

### Klubowe
Olympiakos SFP
- Mistrzostwo Grecji: 1958/1959, 1965/1966
- Zdobywca Pucharu Grecji: 1958/1959, 1959/1960, 1960/1961, 1962/1963, 1964/1965
- Zdobywca Pucharu Bałkanów: 1961/1963[4]

## Życie prywatne
Stefanos był kobieciarzem, w ówczesnych gazetach długo pisano o jego licznych romansach. Czterokrotnie żonaty. W latach 1981–1983 był żonaty z aktorką oraz tancerką Martą Karajani. Mieli córkę Chrisulas, która zmarła pięć dni po porodzie. Marta będąc w 6 miesiącu ciąży nakryła Stefanakosa na zdradzie, wskutek czego poroniła. Te wydarzenia miały wpływ na parę, która ostatecznie rozwiodła się kilka miesięcy później.
Ma dwójkę dzieci, syna Petrosa i córkę Andriannę.
Zmarł 17 grudnia 2021, w wieku 85 lat.